# Auguste Zabel

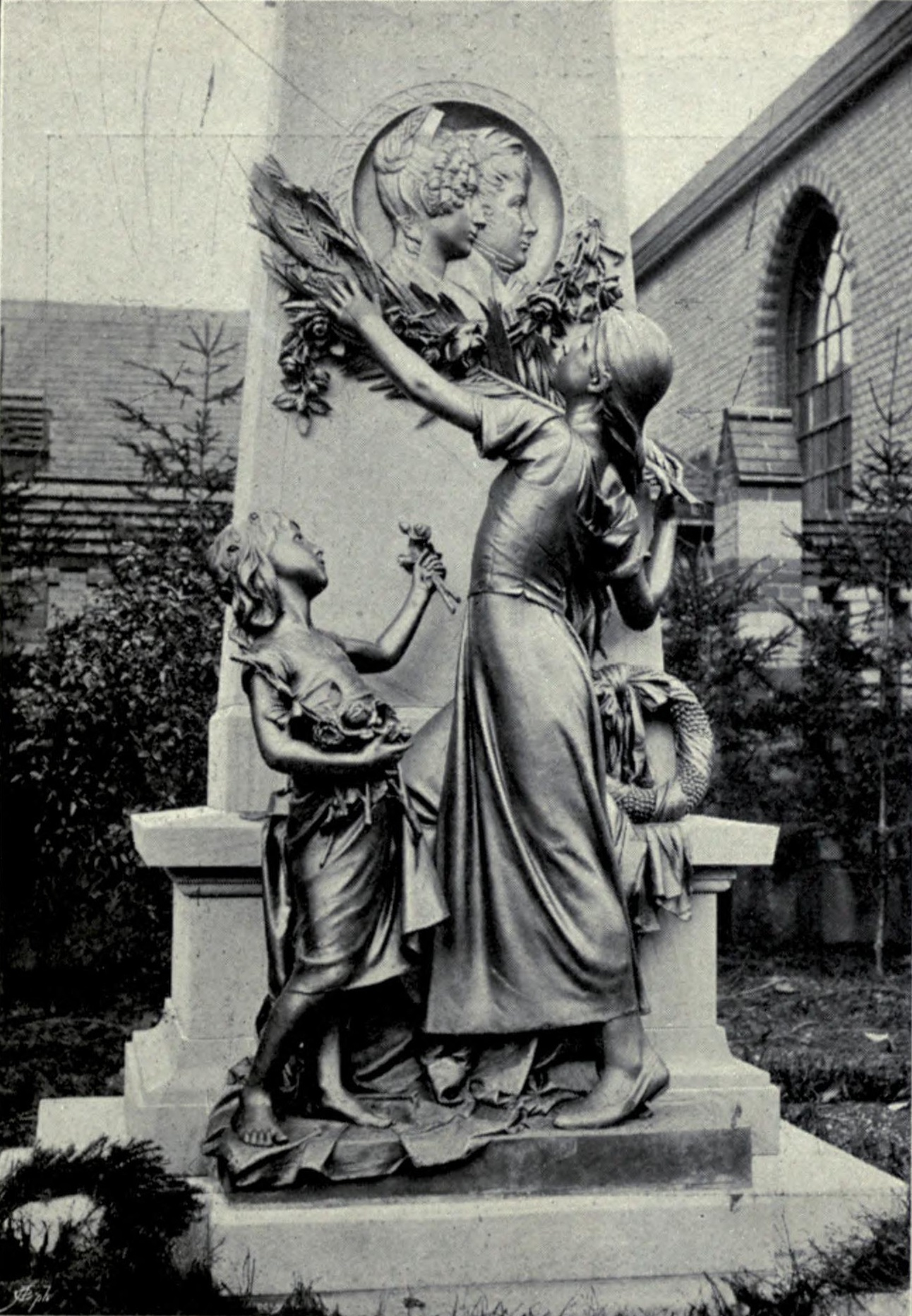
Gipsmodell vom Zabel-Denkmal, gestaltet von Heinrich Günther-Gera

Auguste Henriette Zabel, geborene Schüler (* 8. Januar 1808 in Gera; † 26. Februar 1884 ebenda) war Stifterin des heutigen Zabel-Gymnasiums in Gera.

## Leben
Sie war die Tochter des sehr wohlhabenden Hospitalvorstehers Johann Heinrich Schüler (nach dem in Gera eine Straße benannt ist). Sie heiratete den 37 Jahre älteren, ebenfalls sehr wohlhabenden Apotheker Karl Friedrich Gotthelf Zabel, die Ehe blieb kinderlos. Beide hatten reges Interesse an einer guten Schulausbildung für Mädchen, was im 19. Jahrhundert alles andere als selbstverständlich war. Sie waren als Stifter in der Stadt sozial sehr engagiert. Nach dem Tod ihres Mannes im Jahr 1847 engagierte sich Auguste Zabel auch weiterhin sozial. So vermachte sie für den Fall ihres eigenen Todes der Stadt ein Gesamtvermögen von über einer Million Mark an Grundstücken und Bargeld, das u. a. für die Unterstützung und Förderung der höheren Töchterschule aufgewendet wurde. So erhielt diese dadurch in den Jahren nach ihrem Tod ein eigenes Schulgebäude, das heutige Zabel-Gymnasium.

## Würdigung
Bereits Ende der 1870er Jahre wurde nach dem Ehepaar Zabel die heutige Zabelstraße benannt, an der sich auch das Zabel-Gymnasium befindet. 
An dem Gebäude des Zabel-Gymnasiums, damals noch die ‘Zabelsche höhere Töchter-Schule’, wurde am 24. September 1895 das ‘Zabel-Denkmal’, erschaffen vom in Gera geborenen Bildhauer Heinrich Günther-Gera, enthüllt. Es zeigt das Stifter-Ehepaar Zabel im Halbrelief-Medaillon und viel Symbolik in der Szene darunter. Unter dem Medaillon ist eine Blattgirlande angebracht. Ein Perlgrabkranz mit Schleife und Bändern lehnt an der Stele. Davor schmücken ein Mädchen und eine junge Frau die Girlande mit einem Palmwedel und frischen Rosen. Das Denkmal wurde während des Zweiten Weltkriegs demontiert.
An der Clara-Zetkin-Straße vor dem Schulgebäude wurde 2000 zur Erinnerung der ‘Zabelstein’, geschaffen von Ullrich Holland, aufgestellt.
Am 10. Juli 2010 wurde ihr zu Ehren ein Triebfahrzeug der Geraer Straßenbahn auf ihren Namen getauft. 
Frau Zabel wurde auf einer Gedenkmedaille zum Jubiläum ‘125 Jahre Zabel-Schule’ zusammen mit dem Schulgebäude, dem ‘Zabel-Denkmal’ und dem ‘Zabelstein’ abgebildet.